# Toy Story 2: Buzz Lightyear to the Rescue
Toy Story 2: Buzz Lightyear to the Rescue er et platformspil baseret Pixar's computer animerede film Toy Story 2. Det blev udgivet til Nintendo 64, PlayStation, Dreamcast, og PC i 1999 og 2000. En anderledes udgave af spillet blev udgivet til Game Boy Color. Selvom spillet blev udgivet i Danmark, med en manuel med de skandinaviske sprog, blev spillet ikke udgivet med danske stemmer.

## Gameplay
Der er femten niveauer i spillet. Niveauerne er delt i fem zoner (3 niveauer per zone). På forhånd er der et kort hvor spilleren kan vælge hvilket niveau, der skal spilles. Til at starte med er det kun det første niveau, der er tilgængeligt, men spilleren kan åbne flere niveauer ved at samle Pizza Planet-poletter. Hvert niveau starter med en FMV scene taget fra filmen (undtagen fra Nintendo 64-udgaven, dette lave kapacitetssystem betød at disse film, blev erstatet med tegneseriestribede 'klippe scener'). 
På hvert niveau skal spilleren fuldføre opgaver for at samle Pizza Planet-poletter. Der er fem poletter i hvert niveau. Spilleren skal samle mindste en polet for at åbne det næste niveau. I hvert sidste niveau i zonen, skal spilleren kæmpe mod en superfjende for at komme videre til næste zone. Et bestemt antal poletter er krævet for at få adgang til superfjende-niveauet. Når spilleren besejrer et superfjende-niveau, åbnes en bonusfilm og kan blive set når som helst. I det første niveau i hver zone, mangler Mr. Potato Head en del, som spilleren skal genfinde som hank an åbne noget tilbehør, så at nogle opgaver kan løses. At vende tilbage til gamle niveauer i spillet, kræves for at fuldføre opgaver, der ikke kunne gøres tidligere. I det sidste niveau, vil spilleren møde Guldgraveren, Stinky Pete.

## Niveauer
I spillet er der 5 zoner med 15 niveauer: 
- Niveau 1: Andy's House (Anders’ Hus)
- Niveau 2: Andy's Neighborhood (Anders’ Kvarter)
- Niveau 3: Bombs Away! (Bomb løs)
- Niveau 4: Construction Yard (Byggeplads)
- Niveau 5: Alleys and Gullies (Stræder og rendesten)
- Niveau 6: Slime Time (Slimet rendezvous)
- Niveau 7: Al's Toy Barn (Als Toy Barn)
- Niveau 8: Al's Space Land (Als rumlandskab)
- Niveau 9: Toy Barn Encounter (Toy Barn-kontakt)
- Niveau 10: Elevator Hop (Elevatorhop)
- Niveau 11: Al's Penthouse (Als lejlighed)
- Niveau 12: The Evil Emperor Zurg (Den onde kejser Zurg)
- Niveau 13: Airport Infiltration (Lufthavnsinfiltrering)
- Niveau 14: Tarmac Trouble (Asfaltproblemer)
- Niveau 15: Final Showdown (Guldgraverkonfrontation)

## Figurer i spillet
- Buzz Lightyear: er en rum-actionfigur, der er den spillebare hovedperson i spillet.
- Rex: Rex befinder sig et eller andet sted på hvert niveau. Han er der for at vejlede spilleren og give gode råd om, hvad spilleren skal gøre for at få fat i de fem poletter.
- Mr. Potato Head: Mr. Potato Head taber altid dele af sin krop. Hvis man bringer delene tilbage til ham, giver han en særlig space ranger-powerup. Når du har åbnet space-ranger-powerup’en, kan den genbruges i hele spillet.
- Slinky-Dog: Slinky-Dog befinder sig på nogle af niveauerne for at give dig en svær udfordring, så kan få en polet.
- Basse: Giver man Basse de mindst 50 ud af de 100 mønter, der findes i hvert niveau har man sikret sig en polet.